# مونت بليستانت (كارولاينا الشمالية)
مونت بليستانت (بالإنجليزية: Mount Pleasant, North Carolina)‏ هي معلم جغرافي تقع في الولايات المتحدة في مقاطعة كاباروس، كارولاينا الشمالية. يقدر عدد سكانها بـ 1,652 نسمة ومساحتها 3.6 كم2 و وترتفع عن سطح البحر 198 متر.

## التركيبة السكانية
حدّد مكتب تعداد الولايات المتحدة بيانات التركيبة السكانية لمونت بليستانت في تعداد الولايات المتحدة. في ما يلي، التركيبة السكانية حسب تعدادي 2000 و2010.

### تعداد عام 2000
بلغ عدد سكان مونت بليستانت 1,259 نسمة بحسب تعداد عام 2000، وبلغ عدد الأسر 473 أسرة وعدد العائلات 354 عائلة مقيمة في البلدة. في حين سجلت الكثافة السكانية 146.6 نسمة لكل كيلومتر مربع (379.7/ميل2). وبلغ عدد الوحدات السكنية 521 وحدة بمتوسط كثافة قدره 60.7 لكل كيلومتر مربع (157.2/ميل2).
وتوزع التركيب العرقي للبلدة بنسبة 93.09% من البيض و5.88% من الأمريكيين الأفارقة و0.32% من الأمريكيين ذوي الأصول الآسيوية و0.71% من عرقين مختلطين أو أكثر و0.24% من الهسبانيون أو اللاتينيون من أي عرق.
بلغ عدد الأسر 473 أسرة كانت نسبة 37% منها لديها أطفال تحت سن الثامنة عشر تعيش معهم، وبلغت نسبة الأزواج القاطنين مع بعضهم البعض 61.3% من أصل المجموع الكلي للأسر، ونسبة 10.4% من الأسر كان لديها معيلات من الإناث دون وجود شريك،  بينما كانت نسبة 3.2% من الأسر لديها معيلون من الذكور دون وجود شريكة وكانت نسبة 25.2% من غير العائلات. تألفت نسبة 21.6% من أصل جميع الأسر من عدة أفراد يعيشون في نفس المنزل ونسبة 9.3% كانت تتألف من شخص يعيش بمفرده يبلغ من العمر 65 عاماً أو أكثر. وبلغ متوسط حجم الأسرة المعيشية 2.55، أما متوسط حجم العائلات فبلغ 3.00.
بلغ العمر الوسطي للسكان 37.8 عاماً. وكانت نسبة 25.2% من القاطنين تحت سن الثامنة عشر، وكانت نسبة 6.3% بين الثامنة عشر والرابعة والعشرين عاماً، ونسبة 30.7% كانت واقعةً في الفئة العمرية ما بين الخامسة والعشرين والرابعة والأربعين عاماً، ونسبة 21.4% كانت ما بين الخامسة والأربعين والرابعة والستين، ونسبة 12.5% كانت ضمن فئة الخامسة والستين عاماً فما فوق. يوجد لكل 100 أنثى 93.9 ذكر، ويوجد لكل 100 أنثى في الثامنة عشر من عمرها فما فوق 87.2 ذكر.
بلغ متوسط دخل الأسرة في البلدة 48,207 دولارًا، أما متوسط دخل العائلة فبلغ 55,568 دولارًا. وكان متوسط دخل الذكور 36,900 دولارًا مقابل 25,357 دولارًا للإناث. وسجل دخل الفرد الخاص بالبلدة 21,556 دولارًا. وكانت نسبة 2.3% من العائلات ونسبة 6.7% من السكان تحت خط الفقر، وكان من هؤلاء نسبة 1.9% تحت سن الثامنة عشر ونسبة 21% في الخامسة والستين من العمر وما فوق.

### تعداد عام 2010
بلغ عدد سكان مونت بليستانت 1,652 نسمة بحسب تعداد عام 2010، وبلغ عدد الأسر 619 أسرة وعدد العائلات 439 عائلة مقيمة في البلدة. في حين سجلت الكثافة السكانية 192.3 نسمة لكل كيلومتر مربع (498.1/ميل2). وبلغ عدد الوحدات السكنية 689 وحدة بمتوسط كثافة قدره 80.2 لكل كيلومتر مربع (207.7/ميل2).
وتوزع التركيب العرقي للبلدة بنسبة 94.31% من البيض و4% من الأمريكيين الأفارقة و0.06% من الأمريكيين الأصليين و0.67% من الأمريكيين ذوي الأصول الآسيوية و0.54% من الأعراق الأخرى و0.42% من عرقين مختلطين أو أكثر و1.76% من الهسبانيون أو اللاتينيون من أي عرق.
بلغ عدد الأسر 619 أسرة كانت نسبة 38.1% منها لديها أطفال تحت سن الثامنة عشر تعيش معهم، وبلغت نسبة الأزواج القاطنين مع بعضهم البعض 55.6% من أصل المجموع الكلي للأسر، ونسبة 11% من الأسر كان لديها معيلات من الإناث دون وجود شريك،  بينما كانت نسبة 4.4% من الأسر لديها معيلون من الذكور دون وجود شريكة وكانت نسبة 29.1% من غير العائلات. تألفت نسبة 24.2% من أصل جميع الأسر من عدة أفراد يعيشون في نفس المنزل ونسبة 10.2% كانت تتألف من شخص يعيش بمفرده يبلغ من العمر 65 عاماً أو أكثر. وبلغ متوسط حجم الأسرة المعيشية 2.56، أما متوسط حجم العائلات فبلغ 3.05.
بلغ العمر الوسطي للسكان 40.4 عاماً. وكانت نسبة 25.4% من القاطنين تحت سن الثامنة عشر، وكانت نسبة 7.3% بين الثامنة عشر والرابعة والعشرين عاماً، ونسبة 25.2% كانت واقعةً في الفئة العمرية ما بين الخامسة والعشرين والرابعة والأربعين عاماً، ونسبة 27% كانت ما بين الخامسة والأربعين والرابعة والستين، ونسبة 15.1% كانت ضمن فئة الخامسة والستين عاماً فما فوق. وتوزع التركيب الجنسي للسكان بنسبة 47.7% ذكور و52.3% إناث.